# Draževo
Draževo (makedonska: Дражево) är en ort i Nordmakedonien. Den ligger i kommunen Novo Selo, i den östra delen av landet, 140 kilometer sydost om huvudstaden Skopje. Draževo ligger 348 meter över havet och antalet invånare är 629.